# 羅德斯海崖
79°50′S 83°20′W / 79.833°S 83.333°W
羅德斯海崖（英語：Rhodes Bluff），是南極洲的海崖，位於埃爾斯沃思地，屬於赫里蒂奇嶺中企業山的一部分，美國地質調查局根據測量和該國海軍的空中照片繪入地圖，現時由南極條約體系管理。